# Esa Tikkanen
Esa Tikkanen (* 25. ledna 1965, Helsinki) je bývalý finský profesionální hokejista, dlouholetá opora týmu Edmonton Oilers hrajícího severoamerickou NHL.

## Hráčská kariéra
Svou profesionální kariéru zahájil v roce 1984 v týmu finské ligy IFK Helsinky. Již v roce 1983 byl draftován týmem Edmonton Oilers, kam v roce 1985 také přestoupil. Za následujících osm sezón získal s Oilers čtyřikrát Stanley Cup. V roce 1993 přestoupil do New York Rangers (se kterými přidal do své sbírky páté vítězství ve Stanley Cupu), v následujících letech vystřídal postupně St. Louis Blues, New Jersey Devils, Vancouver Canucks, Florida Panthers a Washington Capitals. V roce 1999 se vrátil do Evropy do týmu Jokerit Helsinky, v roce 2001 po sezóně v německém týmu Moskitos Essen ukončil profesionální kariéru.
Za svou kariéru v NHL odehrál Esa Tikkanen 877 zápasů, nastřílel 244 gólů a na dalších 386 přihrál.
S finskou reprezentací získal bronzovou olympijskou medaili v Naganu v roce 1998.

## Ocenění a úspěchy

### SM-liiga
- 1984 Nejlepší střelec jako nováček (19 branek)
- 1985 Trofej Mattiho Keinonena

### Mezinárodní
- 1985 MSJ All-Star Tým

### Deutsche Eishockey Liga
- 2001 All-Star Tým

## Klubová statistika
| Sezona        | Klub                | Soutěž        | Základní část | Základní část | Základní část | Základní část | Základní část | Play off | Play off | Play off | Play off | Play off |
| Sezona        | Klub                | Soutěž        | Z             | G             | A             | B             | TM            | Z        | G        | A        | B        | TM       |
| ------------- | ------------------- | ------------- | ------------- | ------------- | ------------- | ------------- | ------------- | -------- | -------- | -------- | -------- | -------- |
| 1981–82       | Regina Blues        | SJHL          | 59            | 38            | 37            | 75            | 216           | —        | —        | —        | —        | —        |
| 1981–82       | Regina Pats         | WHL           | 2             | 0             | 0             | 0             | 0             | —        | —        | —        | —        | —        |
| 1982–83       | HIFK jun.           | SM-s. jun.    | 30            | 34            | 31            | 65            | 104           | 4        | 4        | 3        | 7        | 10       |
| 1982–83       | HIFK                | SM-l          | —             | —             | —             | —             | —             | 1        | 0        | 0        | 0        | 2        |
| 1983–84       | HIFK jun.           | SM-s. jun.    | 6             | 5             | 9             | 14            | 13            | 4        | 4        | 3        | 7        | 8        |
| 1983–84       | HIFK                | SM-l          | 36            | 19            | 11            | 30            | 30            | 2        | 0        | 0        | 0        | 0        |
| 1984–85       | HIFK jun.           | SM-s. jun.    | 2             | 2             | 0             | 2             | 12            | 2        | 0        | 0        | 0        | 0        |
| 1984–85       | HIFK                | SM-l          | 36            | 21            | 33            | 54            | 42            | —        | —        | —        | —        | —        |
| 1984–85       | Edmonton Oilers     | NHL           | —             | —             | —             | —             | —             | 3        | 0        | 0        | 0        | 2        |
| 1985–86       | Edmonton Oilers     | NHL           | 35            | 7             | 6             | 13            | 28            | 8        | 3        | 2        | 5        | 7        |
| 1986–87       | Edmonton Oilers     | NHL           | 76            | 34            | 44            | 78            | 120           | 21       | 7        | 2        | 9        | 22       |
| 1987–88       | Edmonton Oilers     | NHL           | 80            | 23            | 51            | 74            | 153           | 19       | 10       | 17       | 27       | 72       |
| 1988–89       | Edmonton Oilers     | NHL           | 67            | 31            | 47            | 78            | 92            | 7        | 1        | 3        | 4        | 12       |
| 1989–90       | Edmonton Oilers     | NHL           | 79            | 30            | 33            | 63            | 161           | 22       | 13       | 11       | 24       | 26       |
| 1990–91       | Edmonton Oilers     | NHL           | 79            | 27            | 42            | 69            | 85            | 18       | 12       | 8        | 20       | 24       |
| 1991–92       | Edmonton Oilers     | NHL           | 40            | 12            | 16            | 28            | 44            | 16       | 5        | 3        | 8        | 8        |
| 1992–93       | Edmonton Oilers     | NHL           | 66            | 14            | 19            | 33            | 76            | —        | —        | —        | —        | —        |
| 1992–93       | New York Rangers    | NHL           | 15            | 2             | 5             | 7             | 18            | —        | —        | —        | —        | —        |
| 1993–94       | New York Rangers    | NHL           | 83            | 22            | 32            | 54            | 114           | 23       | 4        | 4        | 8        | 34       |
| 1994–95       | HIFK                | SM-l          | 19            | 2             | 11            | 13            | 16            | —        | —        | —        | —        | —        |
| 1994–95       | St. Louis Blues     | NHL           | 43            | 12            | 23            | 35            | 22            | 7        | 2        | 2        | 4        | 20       |
| 1995–96       | St. Louis Blues     | NHL           | 11            | 1             | 4             | 5             | 18            | —        | —        | —        | —        | —        |
| 1995–96       | New Jersey Devils   | NHL           | 9             | 0             | 2             | 2             | 4             | —        | —        | —        | —        | —        |
| 1995–96       | Vancouver Canucks   | NHL           | 38            | 13            | 24            | 37            | 14            | 6        | 3        | 2        | 5        | 2        |
| 1996–97       | Vancouver Canucks   | NHL           | 62            | 12            | 15            | 27            | 66            | —        | —        | —        | —        | —        |
| 1996/97       | New York Rangers    | NHL           | 14            | 1             | 2             | 3             | 6             | 15       | 9        | 3        | 12       | 26       |
| 1997–98       | Florida Panthers    | NHL           | 28            | 1             | 8             | 9             | 16            | —        | —        | —        | —        | —        |
| 1997–98       | Washington Capitals | NHL           | 20            | 2             | 10            | 12            | 2             | 21       | 3        | 3        | 6        | 20       |
| 1998–99       | New York Rangers    | NHL           | 32            | 0             | 3             | 3             | 38            | —        | —        | —        | —        | —        |
| 1999–00       | Jokerit Helsinky    | SM-l          | 43            | 10            | 13            | 23            | 85            | 11       | 1        | 6        | 7        | 10       |
| 2000–01       | Moskitos Essen      | DEL           | 46            | 8             | 21            | 29            | 81            | —        | —        | —        | —        | —        |
| 2004–05       | Anyang Halla Winia  | ALH           | 30            | 8             | 17            | 25            | 58            | —        | —        | —        | —        | —        |
| Celkem v NHL  | Celkem v NHL        | Celkem v NHL  | 877           | 244           | 386           | 630           | 1077          | 186      | 72       | 60       | 132      | 275      |
| Celkem v SM-l | Celkem v SM-l       | Celkem v SM-l | 135           | 52            | 68            | 120           | 173           | 14       | 1        | 6        | 7        | 12       |

## Reprezentační statistiky
| 1982                      | Finsko 18                 | MEJ                       | 5  | 1  | 3  | 4  | 2  |
| 1983                      | Finsko 20                 | MSJ                       | 7  | 2  | 3  | 5  | 4  |
| 1983                      | Finsko 18                 | MEJ                       | 5  | 2  | 1  | 3  | 14 |
| 1984                      | Finsko 20                 | MSJ                       | 7  | 8  | 3  | 11 | 12 |
| 1985                      | Finsko 20                 | MSJ                       | 7  | 7  | 12 | 19 | 10 |
| 1985                      | Finsko                    | MS                        | 10 | 4  | 5  | 9  | 12 |
| 1987                      | NHL All-Stars             | RV-87                     | 2  | 0  | 1  | 1  | 2  |
| 1987                      | Finsko                    | KP                        | 5  | 0  | 1  | 1  | 6  |
| 1989                      | Finsko                    | MS                        | 8  | 4  | 4  | 8  | 14 |
| 1991                      | Finsko                    | KP                        | 6  | 2  | 2  | 4  | 6  |
| 1993                      | Finsko                    | MS                        | 6  | 0  | 0  | 0  | 2  |
| 1996                      | Finsko                    | MS                        | 1  | 0  | 0  | 0  | 0  |
| 1998                      | Finsko                    | OH                        | 6  | 1  | 1  | 2  | 0  |
| 2000                      | Finsko                    | MS                        | 9  | 2  | 1  | 3  | 10 |
| Juniorská kariéra celkově | Juniorská kariéra celkově | Juniorská kariéra celkově | 31 | 20 | 22 | 42 | 42 |
| Seniorská kariéra celkově | Seniorská kariéra celkově | Seniorská kariéra celkově | 53 | 13 | 15 | 28 | 52 |